# Закон України «Про мобілізаційну підготовку та мобілізацію»
«Про мобілізаційну підготовку та мобілізацію» — чинний закон України, прийнятий Верховною Радою України 21 жовтня 1993 року, зареєстрований за № 3543-XII.

## Історія
14 квітня 2024 р. до закону були внесені суттєві зміни, які набули чинності 18 травня 2024 р.